# Hieu Van Le
Hieu Van Le (vietnamita: Lê Văn Hiếu; nascido em 1 de janeiro de 1954) foi o 35º governador da Austrália Meridional entre 1 de setembro de 2014 e 31 de agosto de 2021. Foi tenente-governador do estado de 2007 a 2014. Ele também serviu como presidente da Comissão de Assuntos Multiculturais e Étnicos da Austrália Meridional (SAMEAC) de 2006 a 2009. Le é a primeira pessoa de herança asiática a ser nomeada governador de algum estado na Austrália.